# Garibaldi (métro de Naples)
 (avril 2025).
Garibaldi est une station des ligne 1 et ligne 2 du métro de Naples, située sous la Piazza Garibaldi dans le quartier de San Lorenzo à Naples, près de la Gare de Naples-Centrale. Conçue par l'architecte français Dominique Perrault, elle a été inaugurée le 31 décembre pour la ligne 1 et constitue un nœud d'échange majeur du réseau de transport napolitain.

## Situation sur le réseau
La station Garibaldi se trouve sur la ligne 1 entre les stations Duomo et Università, et sur la ligne 2 entre Piazza Cavour et Gianturco. Elle est stratégiquement située à proximité de la Gare de Naples-Centrale, offrant une correspondance directe avec les trains régionaux, nationaux et la Circumvesuviana.

## Histoire
Les travaux de construction de la station Garibaldi pour la ligne 1 ont débuté en 2006 dans le cadre de l'extension de la ligne vers le sud-est de Naples. Conçue comme une station d'art dans le cadre du projet « Métro de l'art », elle intègre des éléments architecturaux modernes et des œuvres d'art contemporain. La station a été ouverte au public le 31 décembre 2013, devenant un point clé pour les navetteurs et les voyageurs. La ligne 2, exploitée par Trenitalia, dessert la station depuis son intégration au réseau métropolitain en 1925, bien que la partie souterraine moderne ait été rénovée pour s'aligner avec les standards actuels.

## Caractéristiques
Conçue par Dominique Perrault, la station Garibaldi se distingue par son architecture contemporaine. Elle dispose d'une grande pergola métallique perforée en surface, qui abrite une place souterraine destinée aux activités commerciales. L'intérieur utilise de l'acier satiné et brillant avec des détails orange vif, et un toit en verre permet à la lumière naturelle de pénétrer jusqu'aux quais, situés à environ 40 mètres de profondeur. Deux œuvres d'art de Michelangelo Pistoletto, intitulées « Stazione », sont installées près des escalators, représentant des panneaux d'acier réfléchissants avec des photographies sérigraphiées de passagers.
La station est entièrement accessible aux personnes à mobilité réduite grâce à des ascenseurs et des tapis roulants. Elle comprend :
- Deux quais centraux pour la ligne 1, desservant les deux sens de circulation.
- Deux quais latéraux pour la ligne 2, intégrée au réseau ferroviaire métropolitain.
- Des correspondances avec la Gare de Naples-Centrale, la Circumvesuviana et plusieurs lignes de bus urbains.

## Services aux voyageurs

### Accès
La station est accessible depuis plusieurs entrées situées sur la Piazza Garibaldi, avec des accès directs à la Gare de Naples-Centrale. Des tapis roulants et ascenseurs facilitent les déplacements entre les niveaux.

### Desserte
- Ligne 1 : Fréquence moyenne de 6 à 8 minutes en heures de pointe, 15 minutes en heures creuses. Terminus à Piscinola-Scampia (nord-ouest) et Centro Direzionale (sud-est, depuis avril 2025).
- Ligne 2 : Service métropolitain assuré par Trenitalia, reliant Pozzuoli Solfatara à San Giovanni-Barra avec une fréquence variable selon les horaires.

### Intermodalité
Garibaldi est un hub de transport majeur, offrant des correspondances avec :
- La Gare de Naples-Centrale pour les trains à grande vitesse (Frecciarossa, Italo), interrégionaux et régionaux.
- Les lignes Circumvesuviana (lignes 3, 12, 14, 15) pour les destinations comme Sorrento, Pompéi et Herculanum.
- La ligne 2 du métro.
- De nombreuses lignes de bus urbains et régionaux opérés par ANM et d'autres opérateurs.

## Projets
La station Garibaldi fait partie du projet d'extension de la ligne 1, qui deviendra une ligne circulaire de 25 km d'ici 2027, reliant Capodichino (aéroport de Naples) et complétant l'anneau métropolitain. Des améliorations continues sont prévues pour renforcer l'intermodalité et l'accessibilité.